# Langusten
Die Langusten (Palinuridae) bilden eine Familie innerhalb der Ordnung der Zehnfußkrebse (Decapoda).

## Erscheinungsbild
Während die Hummer mit ihrem starken Schwanz und zwei großen Scheren den Flusskrebsen ähneln, besitzen Langusten keine Scheren. Auffällig sind bei ihnen jedoch die langen Antennen. Langusten können bis zu 50 cm lang werden, sind in der Regel aber deutlich kleiner.
Langusten besitzen einen eher zylindrischen Carapax, die Augenstiele befinden sich in eher unvollständigen Höhlen. Beide Antennenpaare haben relativ lange Geißel, dem zweiten Antennenpaar fehlt der Exopodit, der sog. Scaphocerit. Weibchen können an ihrem fünften Schreitbeinpaar Subchelae vorweisen, Männchen haben stets keine Scheren. Das erste Paar der Schwimmbeine fehlt bei beiden Geschlechtern. Das Telson ist nahezu rechteckig. Die Körper der Langusten sind meist auffällig gefärbt.

## Verbreitung und Lebensraum
Die auch „Ritterkrebse“ genannten Langusten bewohnen felsige Küstenzonen. Im Ostatlantik und Mittelmeer lebt vor allem die Gewöhnliche Languste (Palinurus elephas).
Im Larvenstadium gehört sie zum frei treibenden Plankton. Erst nach dem Larvenstadium werden die Krebse sesshaft, leben in felsigen Gegenden und nutzen Felshöhlungen und -nischen als Verstecke. Bis eine Languste fangreif ist, dauert es ca. 2,5 Jahre.

## Kulinarische Bedeutung
Begehrt sind vor allem Panulirus penicillatus und die Schmuck-Languste (Panulirus ornatus). Beide erreichen Größen von 30 bis 45 cm (ohne Antennen) und ein Gewicht von maximal 5 kg.
Bei der lebenden Languste muss der kräftige Schwanz immer leicht gekrümmt sein. Langusten, deren Schwanz ausgestreckt ist, sind auch im gekochten Zustand nicht mehr genießbar. Das Fleisch der Languste ist meist trockener als das des Hummers. Beim Kochen wird die Languste durch Freisetzung von Astaxanthin aus dem grünlichen Chromoproteid rot. Früher wurden im Handel manchmal „Langustenschwänze“ angeboten, die teilweise nicht von der Languste, sondern vom viel kleineren Kaisergranat stammten, der wiederum in Frankreich als „langoustine“ bezeichnet wird.
In den 1960er Jahren kam es wegen Konflikten beim Fang der begehrten Languste zum Ausbruch des Hummerkrieges zwischen Frankreich und Brasilien.

## Systematik
Zusammen mit den Bärenkrebsen bilden die Langusten die Achelata. Von jenen unterscheiden sie sich vor allem durch die Morphologie der Antennen. Das zweite Antennenpaar der Bärenkrebse ist stark verkürzt und schaufelförmig.
Die Familie der Langusten besteht aus 18 Gattungen mit insgesamt 55 rezent und 56 fossil bekannten Arten. Zu den Langusten zählen außerdem die ehemals in die Familie der Pelzlangusten gestellten Gattungen Palinurellus und Palibythus.
- † Archaeocarabus M’Coy, 1849
- † Archaeopalinurus Pinna, 1974
- † Astacodes Bell, 1863
- Jasus Parker, 1883
- Justitia Holthuis, 1946
- Linuparus White, 1847
- Nupalirus Kubo, 1955
- † Palaeopalinurus Bachmayer, 1954
- Palibythus Davie, 1990
- Palinurellus von Martens, 1878
- † Palinurina Münster, 1839
- Palinurus Weber, 1795
  - Rosa Languste (Palinurus mauritanicus)
- Palinustus A. Milne-Edwards, 1880
- Panulirus White, 1847
- † Pehuenchia Rusconi, 1948
- Projasus George & Grindley, 1964
- Puerulus Ortmann, 1897
- Sagmariasus Holthuis, 1991